# Lissonota luffiator
Lissonota luffiator là một loài tò vò trong họ Ichneumonidae.